# Prywatyzacja giełdowa
Prywatyzacja giełdowa – zbywanie akcji Skarbu Państwa za pośrednictwem giełdy papierów wartościowych.
Zgodnie z ustawą z dnia 30 sierpnia 1996 r. o komercjalizacji i prywatyzacji, prywatyzacja giełdowa może mieć charakter:
- sprzedaży akcji w obrocie zorganizowanym,
- sprzedaży na podstawie oferty publicznej akcji objętych prospektem emisyjnym lub memorandum informacyjnym,
- przyjęcia oferty w odpowiedzi na wezwanie ogłoszone na podstawie ustawy z dnia 29 lipca 2005 r. o ofercie publicznej.

Prywatyzacja giełdowa ułatwia dostęp do kapitału spółkom zainteresowanym pozyskaniem finansowania, a także zwiększa kapitalizację giełdy i obroty na rynku regulowanym. Wpływa ona również na efektywność i przejrzystość działania spółek.